# Président de Sèze
'Président de Sèze' est un cultivar de rose ancienne obtenu en 1828 par l'obtentrice rouennaise Mme Hébert et issu de Rosa gallica. Il a été baptisé en l'honneur du président de Sèze, avocat de Louis XVI, à son procès de décembre 1792.

## Description
Il s'agit d'une rose gallique parmi les plus vigoureuses aux grandes fleurs rose-lilas virant au magenta au cœur, à la périphérie plus pâle, très doubles et divisées en quartiers, au parfum moyen à fort. La floraison n'est pas remontante. Le buisson souple et dressé s'élève à 140 cm pour une envergure de 100 à 110 cm.
Il se couvre de cynorrhodons rouges à l'automne.
Ce rosier a besoin d'une exposition ensoleillée. Il nécessite d'être soigné préventivement contre la maladie des taches noires. On peut admirer cette variété à la roseraie des roses de Normandie, près de Rouen, ou à l'Europa-Rosarium de Sangerhausen.

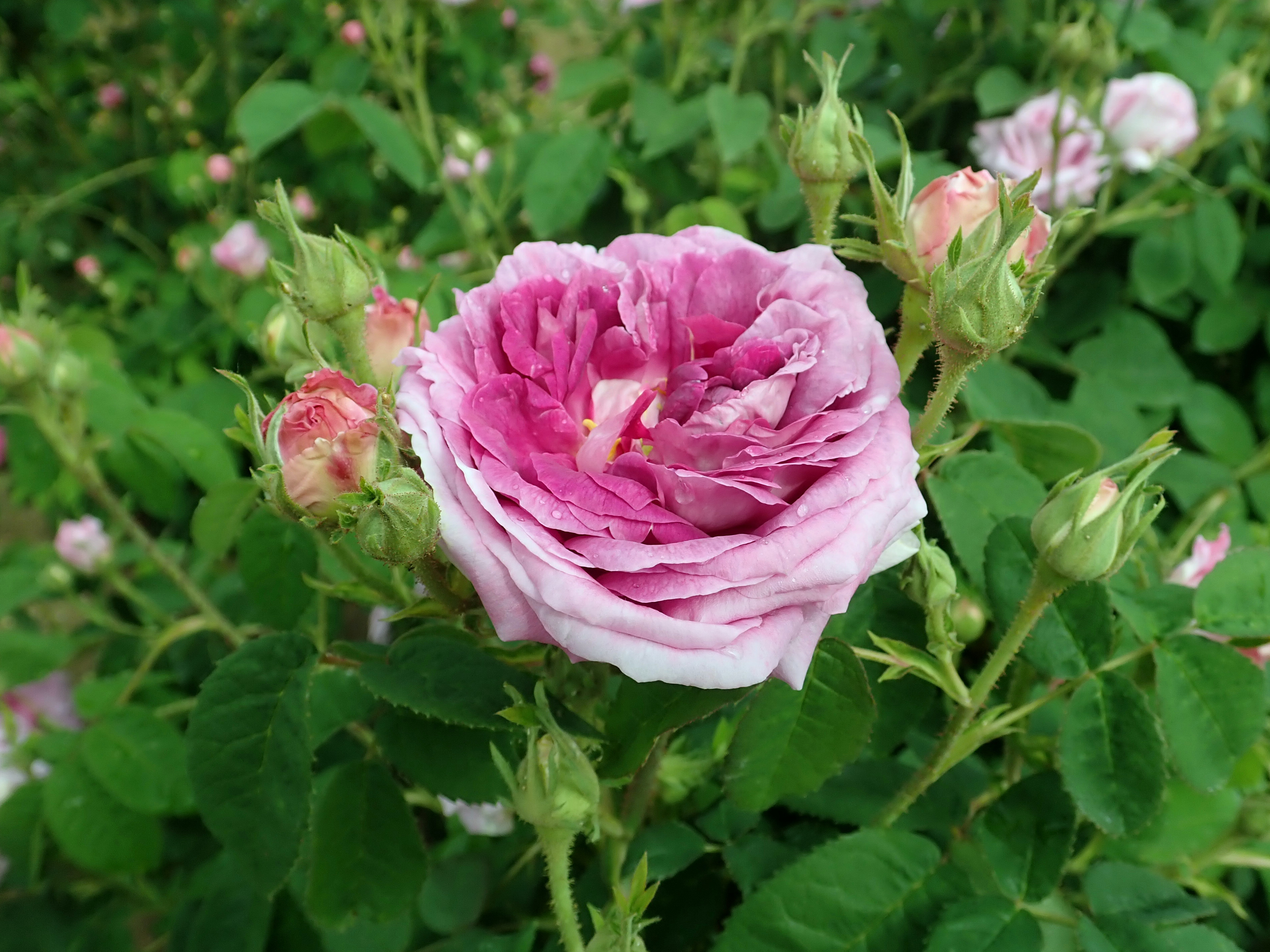
'Président de Sèze' à Sangerhausen
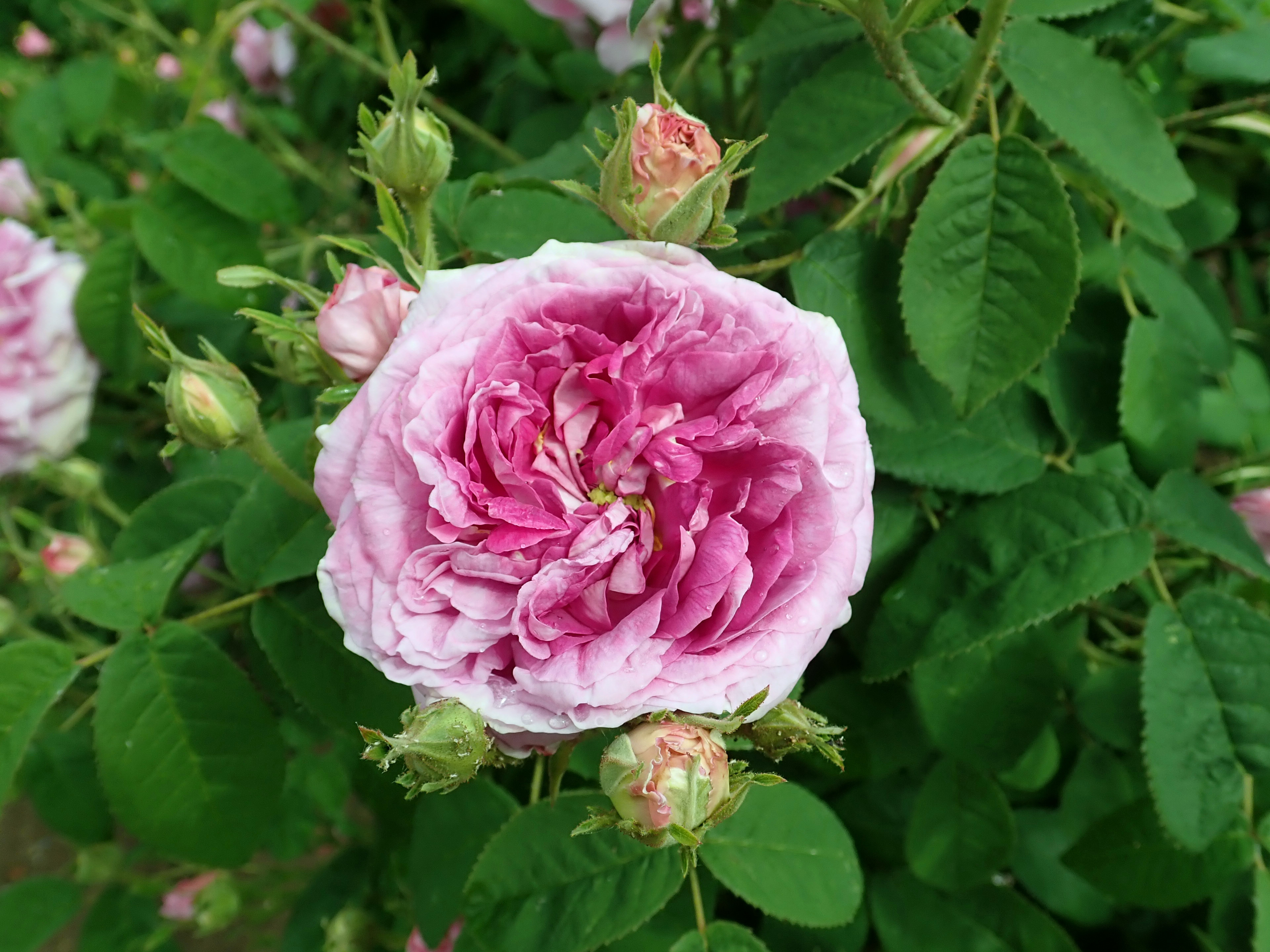
'Président de Sèze' à Sangerhausen
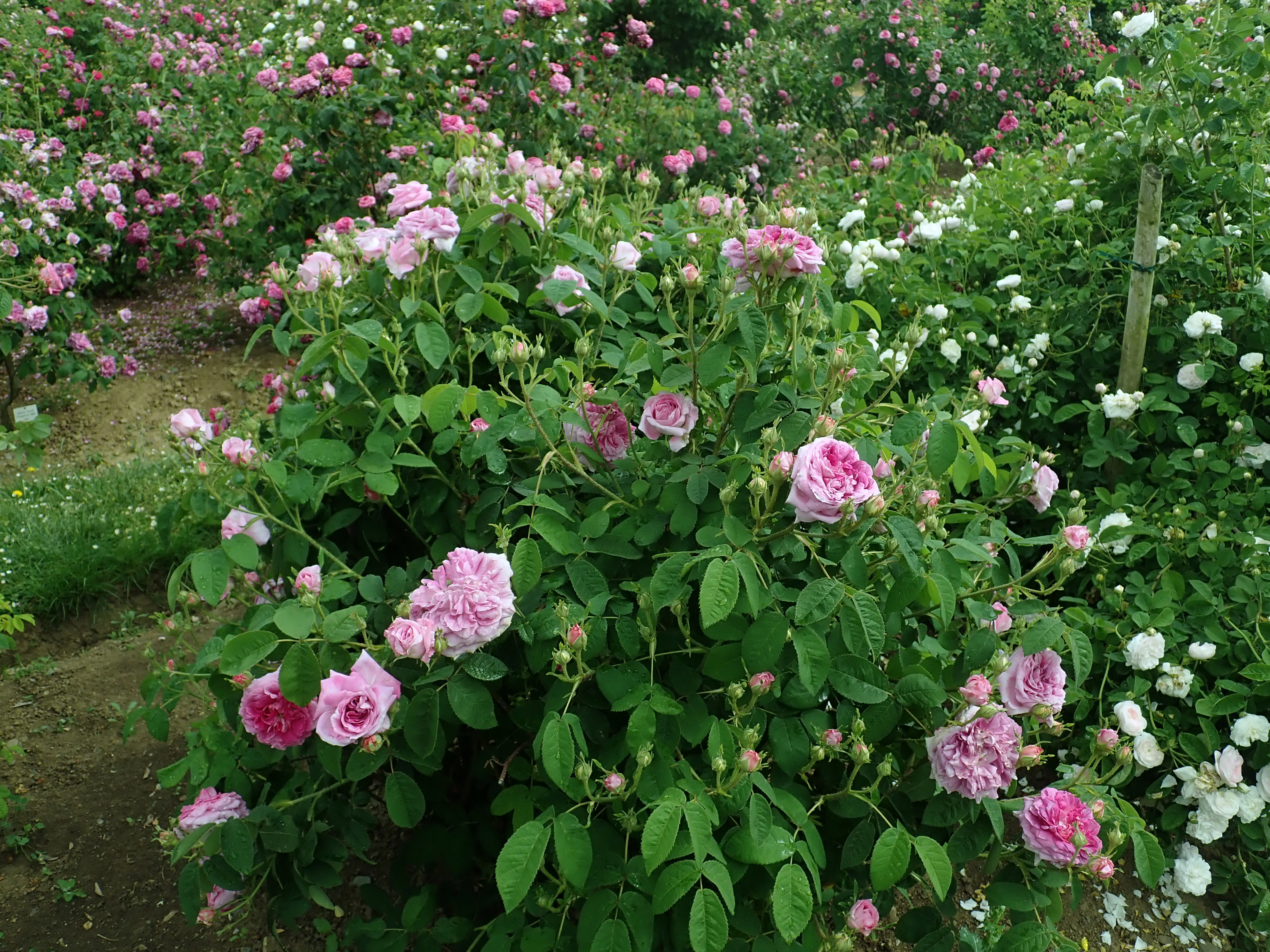
'Président de Sèze' à Sangerhausen